# Traminda striata
Traminda striata är en fjärilsart som beskrevs av W. Warren 1897. Traminda striata ingår i släktet Traminda och familjen mätare. Inga underarter finns listade i Catalogue of Life.